# 鴨方郵便局
鴨方郵便局（かもがたゆうびんきょく）は、岡山県浅口市にある郵便局。民営化前の分類では集配特定郵便局であった。

## 概要
住所：〒719-0299 岡山県浅口市鴨方町六条院中3283

### 出張所（局外ATM）
民営化前は以下の場所に出張所としてATMを設置していた。現在も同じ場所にATMがあるが、管理はゆうちょ銀行広島支店となっている。
- 天満屋ハピータウン鴨方店内出張所

## 沿革
- 1908年（明治41年）3月26日 - 六條院（ろくじょういん）郵便局（三等）として開設[1]。
- 1911年（明治44年）10月1日 - 鴨方駅前郵便局に改称。
- 19xx年 - 六条院郵便局に改称。
- 1956年（昭和31年）3月11日 - 鴨方郵便局[2]に改称[3]。同日、旧・鴨方郵便局[2]から電話交換事務の取扱を移管。
- 1964年（昭和39年）10月16日 - 鴨方本町郵便局[2]から和文電報配達事務を移管。
- 1968年（昭和43年）9月21日 - 電話交換および和文電報配達業務を鴨方電報電話局に移管。
- 2007年（平成19年）3月5日 - ゆうゆう窓口を廃止。
- 2007年（平成19年）10月1日 - 民営化に伴い、併設された郵便事業笠岡支店鴨方集配センターに一部業務を移管。
- 2012年（平成24年）10月1日 - 日本郵便株式会社発足に伴い、郵便事業笠岡支店鴨方集配センターを鴨方郵便局に統合。
- 2015年（平成27年）3月2日 - 寄島郵便局から「714-01xx」区域の集配業務を移管。

## 取扱内容
- 郵便、印紙、ゆうパック、内容証明
- 貯金、為替、振替、振込、国際送金、国債、投資信託
- 生命保険、バイク自賠責保険
- ゆうちょ銀行ATM
- 浅口市内の一部地域（金光町の一部、鴨方町、寄島町：〒719-02xx、714-01xx）の集配業務

## 周辺
- 浅口市役所
- おかやま山陽高等学校
- ナンバホームセンター鴨方店
- 天満屋ハピータウン鴨方店

## アクセス
- JR山陽本線 鴨方駅から徒歩約1分
- 浅口市営バス「ふれあい号」 鴨方駅南口停留所下車
- 山陽自動車道 鴨方ICから南へ約3km
- 国道2号沿い
- 駐車場あり：10台